# Siódmaczek leśny
Siódmaczek leśny, s. europejski (Lysimachia europaea (L.) U.Manns & Anderb.) – gatunek rośliny z rodziny pierwiosnkowatych (tradycyjnie zaliczany do rodzaju siódmaczek Trientalis, stąd nazwa zwyczajowa niespójna z współczesną klasyfikacją naukową). Występuje w Ameryce Północnej, Azji i Europie. W Polsce roślina rozpowszechniona.

## Rozmieszczenie geograficzne
Gatunek występuje w strefie klimatu umiarkowanego i okołobiegunowego na półkuli północnej. Rośnie w północnej i środkowej Europie na wschód od Francji i Wielkiej Brytanii, także na Islandii; w północnej Azji sięgając na południu po Kazachstan, Mongolię, północne Chiny i Japonię. Na kontynencie północnoamerykańskim obecny jest na Grenlandii oraz w jego północno-zachodniej i zachodniej części, na południu sięgając po Kalifornię.
W Polsce gatunek jest pospolity na znacznej części niżu, lokalnie bywa rzadszy (np. w środkowej Wielkopolsce i na północnym Mazowszu), dość częsty jest w Sudetach, ale rzadki w Karpatach.

## Morfologia

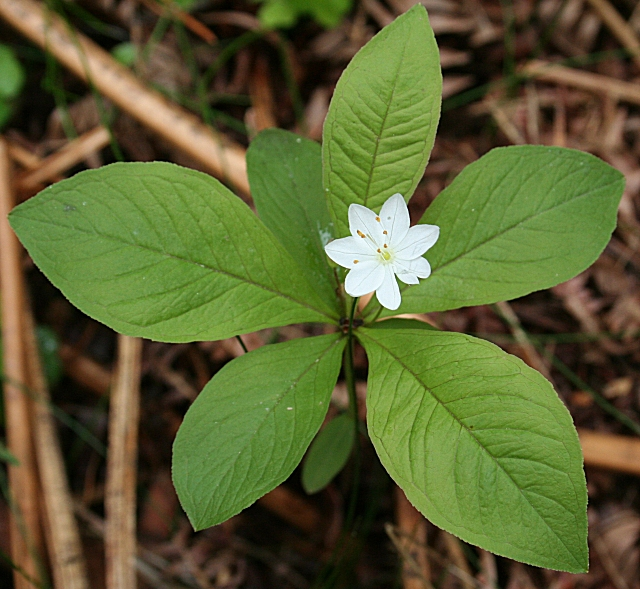
Pokrój

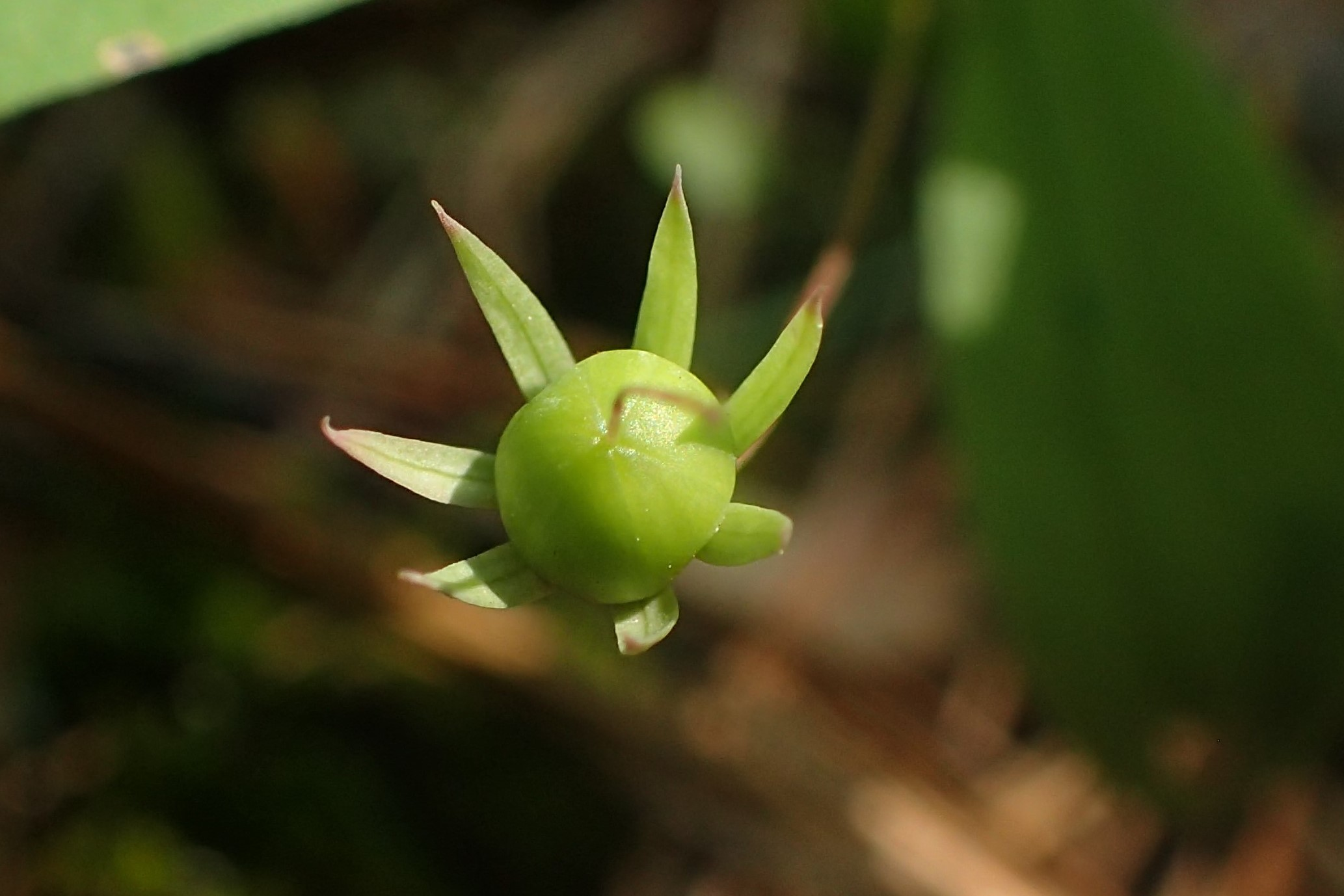
Owoc

PokrójRoślina zielna. Łodyga prosto wzniesiona, o wysokości 5–20 cm, rzadko do 30 cm, naga. Dołem bezlistna, jedynie w szczytowej części z liśćmi w okółku.
LiścieW okółku na szczycie łodygi wyrasta 5–7 eliptycznych i całobrzegich liści o zaostrzonych wierzchołkach. Pod tym okółkiem występuje od 1 do 3 znacznie mniejszych liści.
KwiatyWyrastają pojedynczo na długich szypułkach ze środka okółka liści, zwykle 1–2, rzadko 3–4. Kielich złożony zwykle z 7 równowąskich działek zrośniętych u nasady. Korona również składa się najczęściej z 7 płatków, barwy białej, u nasady żółtej. Pręcików jest najczęściej 7 na dość długich nitkach zrośniętych u nasady. Pojedynczy słupek o pękatej zalążni i długiej szyjce zakończonej pałeczkowatym znamieniem.
OwocePękające 6–7 klapami torebki.

## Biologia i ekologia

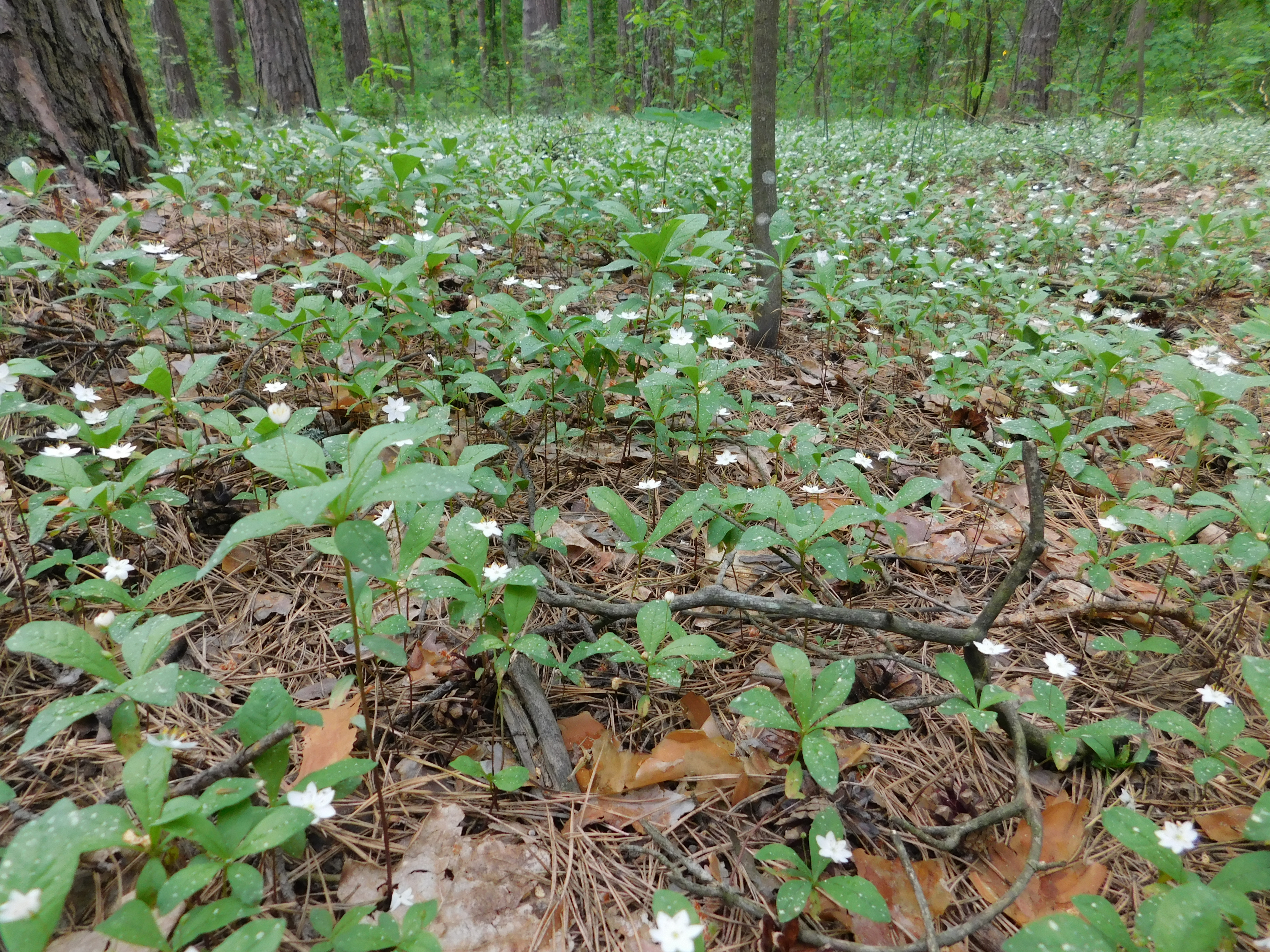
Siódmaczki w runie

Bylina, geofit. Przedsłupne lub równoczesne kwiaty kwitną od maja do czerwca, czasem do lipca. Kwiaty zapylane są przez owady, ale w górach nierzadka jest samopylność. Poza rozmnażaniem za pomocą nasion występuje też rozmnażanie wegetatywne za pomocą rozłogów.
Gatunek związany z siedliskami ubogimi, glebami świeżymi i wilgotnymi, pozbawionymi węglanu wapnia. Występuje w borach iglastych, lasach mieszanych i uboższych lasach liściastych. W klasyfikacji zbiorowisk roślinnych gatunek charakterystyczny dla Cl.Vaccinio-Piceetea i Ass. Calamagrostio villosae-Piceetum.